# Glinje, Borovlje
Glinje (nemško Glainach) je naselje v Občini Borovlje v Okraju Celovec-dežela na Koroškem v Avstriji.